# Хелен (Џорџија)
Хелен (енгл. Helen) град је у америчкој савезној држави Џорџија. По попису становништва из 2010. у њему је живело 510 становника.

## Демографија
Према попису становништва из 2010. у граду је живело 510 становника, што је 80 (18,6%) становника више него 2000. године.
| Група             | 2000.       | 2010.       |
| Белци             | 351 (81,6%) | 459 (90,0%) |
| Афроамериканци    | 22 (5,1%)   | 3 (0,6%)    |
| Азијати           | 47 (10,9%)  | 24 (4,7%)   |
| Хиспаноамериканци | 13 (3,0%)   | 18 (3,5%)   |
| Укупно            | 430         | 510         |